# 潘克塔尔
潘克塔尔（德語：Panketal）是德国勃兰登堡州的一个市镇，隶属于巴尔尼姆县。总面积为25.85平方千米，截至2020年总人口为20596人。